# La Fuente de Todo Mal

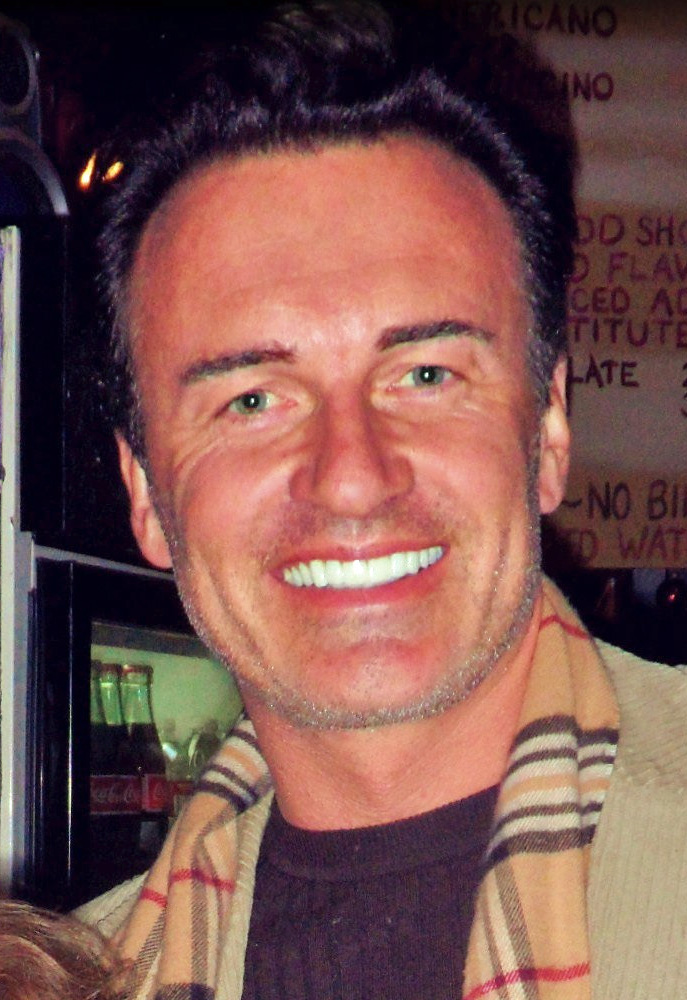
Julian McMahon interpretó brevemente el personaje.

La Fuente de Todo Mal es un personaje ficticio de la serie de televisión Charmed y es el regente del inframundo. Representado por los actores Michael Bailey Smith, Bennet Guillory y Julian McMahon a lo largo de la serie.

## Historia
Los poderes de la Fuente nacieron hace eones cuando, antes de la Gran Batalla en la que el Bien y el Mal unieron sus fuerzas, los demonios más poderosos del universo se reunieron con el objetivo de poder prevalecer sobre el bien.
Para ello crearon el Grimorio, un libro Mágico que contenía todos los conocimientos y poderes del Inframundo. Dicho Libro otorgaría todos sus poderes a un único demonio, quien reinaría sobre todas las fuerzas de mal; este demonio es conocido desde entonces como La Fuente de Todo Mal.
A lo largo de la historia de la magia no ha habido una única Fuente; cuando un demonio más poderoso surgía y reclamaba el trono del Inframundo uno de los dos demonios era eliminado, y el vencedor ocupaba así el trono del Infierno. 
Tiene una cara tatuada que fue parcialmente mutilada cuando tomó el poder. Estaba vestido con una capa negra y capucha que cubría su rostro. Sólo los demonios de nivel superior, las hermanas, y Leo, lo han visto. 
Se dice que ha reinado el inframundo por más de 500 años. Entre sus muchos poderes demoníacos se encuentran: lanzar bolas de fuego, teletransportación (con llamas), pirokinesis, cambio de forma (metamorfosis), convocar demonios y seres malignos, control mental, y posesión. 
Envió numerosos demonios contra las hermanas Halliwell aunque su gran victoria llegó cuando Prue murió a manos de su asesino Shax.
Fue responsable del encarcelamiento de demonios como Zankou, el Hombre Alto (un demonio gigante cuyo cuerpo servía de portal dimensional y el cual era casi imposible de destruir), Kurzon y el destierro de los vampiros y la destrucción de numerosos seres mágicos.
La Fuente renovó su guerra contra las Halliwell después de ser reconstituido el Poder de Tres con la aparición de Paige. Hizo muchos intentos por tomar la vida y poderes de las hermanas, incluyendo el poner a Piper en coma para forzarla a renunciar a sus poderes, y tomar El Vacío, un antiguo ente que tiene el poder de absorber la magia y que si no está contenido, puede destruir al mundo entero. 
Tuvo éxito al robar los poderes de las hermanas, pero Cole Turner tomó el Vacío, y robó los poderes de la Fuente cuando le arrojó una bola de fuego. Las hermanas destruyeron a la Fuente de la única manera posible: llamando toda la magia de su línea familiar completa.
Sin embargo, después de su muerte, sus poderes y su espíritu fue absorbido por Cole (era un mortal en ese tiempo), quien eventualmente sucumbió al mal dentro de él y se convirtió en la nueva Fuente. 
Cole adquirió el control total de los poderes de la Fuente en una ceremonia que involucró al Grimorio del mal, la contraparte oscura del Libro de las Sombras. Cole fue destruido por la hermanas poco después de que su reinado comenzara.
Su viuda, Phoebe, estaba embarazada del hijo de La Fuente, un ser de pura maldad que podía controlar a su madre desde el vientre. El poder del hijo de la Fuente era tal, que sus poderes pasaron a Phoebe y ella pudo destruir al Hombre Alto. El niño nonato fue robado por La Vidente en su intento por convertirse en la nueva Fuente, pero al final, ambos fueron destruidos por el bien de las embrujadas.
Años más tarde, un demonio posesor invadió el cuerpo de una mujer llamada Mandi, para poder manipular a Wyatt. Ella usó los poderes de Wyatt para traer a la Fuente de vuelta de la muerte. Sin embargo, Leo y Billie, atrapados en la Escuela de Magia descubrieron el plan del demonio. Poco después, encontraron un hechizo para sacar a Billie de la escuela, quien avisó a las hermanas. Que fueron a la escuela a rescatar a Leo. 
Mientras tanto, Leo permaneció en la escuela para vigilar a Wyatt. A pesar de que estaba disfrazado para el mundo por el cambio de identidad que habían hecho las hechiceras, la Fuente sintió que en realidad era el Guía Blanco de ellas. Las hermanas llegaron justo a tiempo, y Piper destruyó al demonio posesor, y a la Fuente, ya que su magia estaba interconectada por el hechizo lanzado por Wyatt.